# Dimitrios Tsekieridis
Dimitrios Tsekieridis – grecki zapaśnik walczący w stylu klasycznym. Szósty na mistrzostwach Europy w 1991. Triumfator igrzysk śródziemnomorskich w 1991. Trzeci w Pucharze Świata w 1988 i 1991 roku.